# Postural integration
Postural Integration, een alternatieve methode van lichaamsgerichte psychotherapie, streeft ernaar het individu zich meer bewust te helpen worden van zichzelf in zijn lichaam en het de kracht te helpen vinden om zichzelf te veranderen in zijn "body-mind" - lichaam, emoties en attitudes. Het vernieuwende denkbeeld van Postural Integration zou bestaan in het integreren van therapeutische aanraking in een psychotherapeutisch parcours. Hierdoor neemt de methode een bijzondere plaats in in het veld van de lichaamsgerichte psychotherapieën. Het is een middel om cliënten hun gevoel van welzijn te vergroten, hun capaciteit om te voelen, hun vermogen om zich uit te drukken, hun gevoel van zelfbewustzijn te ontwikkelen. Men streeft ernaar om de eenheid van weefsel, gevoel en bewustzijn te herstellen door een rechtstreeks manuele, diepe ontspanning en "reorganisatie" van de fascie van de spieren, met tegelijkertijd ademhalingsoefeningen, emotionele ontlading en expressie, gestalt en bodymind drama.
Postural Integration werd in de jaren 60 ontwikkeld door Jack Painter, Ph.D, (geb. 1933), voorheen hoogleraar aan de Universiteit van Miami, na vele jaren van zelf-exploratie in gebieden als humanistische psychologie, dieptemassage, acupressuur en het vijfelementensysteem, gestalttherapie, maar vooral met reichiaanse therapie in combinatie met het werk en de theorieën van Ida Rolf. Postural Integration wordt onderwezen en beoefend in Europa, de Verenigde Staten, Canada, Mexico, Zuid-Afrika en Australië en is georganiseerd binnen de International Council of PsychoCorporal Integration Trainers (ICPIT) .

## Werkwijze
De fascie die de spieren omhullen en coördineren worden gedacht belangrijke factoren te zijn van onevenwicht en disharmonie in het lichaam. Doordat ze verstijven, verkorten of verdikken, beperken ze de lichaamsbewegingen en fixeren ze slechte houdingen. Door de stimulatie van de fascie van de spieren, in combinatie met psychotherapeutische begeleiding worden in Postural Integration de specifieke thema's van de persoon in relatie tot de verschillende delen van zijn lichaam aangeraakt.
In een constante dialoog met de cliënt, tijdens een reeks sessies van 75 tot 90 minuten, gebruikt de beoefenaar zijn vingers, knokkels, vuisten en ellebogen om de bindweefsels aan de oppervlakte en in de diepte te "organiseren". Daardoor kunnen de spieren hun chronische contractie loslaten, en de te losse antagonisten hun optimale tonus terugvinden.
Gedurende dit werk op de fasciën, moedigt de beoefenaar de cliënt aan vrijer te ademen, geblokkeerde emoties en gedachten te uiten en nieuwe houdingen te verkennen.
De beoefenaar helpt met zijn technieken, chronische spanningen in de body-mind te bevrijden. Stereotypische gewoonten en gedragingen, die ons beperken en remmen in onze evolutie worden bewust gemaakt, en meer levensbevestigende manieren van "zijn" worden uitgenodigd. Een belangrijk doel is dat lagen van bindweefsel die hoofd, romp, bekken, armen en benen verbinden, gaandeweg een betere balans en gratie hervinden, en dat gevoelens en attitudes beginnen open te komen en vrijer beginnen te stromen. Gaandeweg krijgen de spieren een betere tonus en vitaliteit, en ontwikkelt men een beter lichaamshouding en lichaams- en zelfbewustzijn. Zo wordt gezondheid opgebouwd en persoonlijke groei en intermenselijk contact bevorderd.